# Romsdalshorn
Romsdalshorn (1550 moh.) er et bjerg i Rauma kommune i Møre og Romsdal fylke i Norge. Bjerget er et af de mest kendte i Romsdalsalperne.
Man kan komme dertil fra Romsdalen eller Vengedalen.
Første bestigning blev efter sigende gjort af Kristen Hoel (kaldet Kristen Smed) og Hans Bjærmeland i sommeren 1828.
Den «officielle» anden bestigning af Romsdalshornet blev gjort 1. september 1881 af danskeren Carl Hall og nordmændene Erik Norahagen og Mathias Soggemoen, to husmandssønner fra Romsdalen. Hall og følge kunne konstatere at der da allerede fandtes en varde på toppen.